# Pekao Open 2009
Il Pekao Open 2009 è stato un torneo professionistico di tennis maschile giocato sulla terra rossa, che faceva parte dell'ATP Challenger Tour 2009. È stata la 17ª edizione del torneo e si è giocato a Stettino in Polonia dal 14 al 20 settembre 2009.

## Partecipanti

### Teste di serie
| Nazionalità | Giocatore       | Ranking* | Testa di serie |
| ----------- | --------------- | -------- | -------------- |
| Spagna      | Albert Montañés | 58       | 1              |
| Francia     | Florent Serra   | 61       | 2              |
| Australia   | Peter Luczak    | 78       | 3              |
| Russia      | Evgenij Korolëv | 80       | 4              |
| Spagna      | Óscar Hernández | 83       | 5              |
| Spagna      | Alberto Martín  | 93       | 6              |
| Portogallo  | Frederico Gil   | 106      | 7              |
| Stati Uniti | Michael Russell | 112      | 8              |

- Ranking al 31 agosto 2009.

### Altri partecipanti
Giocatori che hanno ricevuto una wild card:
- Marcin Gawron
- Rafał Gozdur
- Albert Montañés
- Grzegorz Panfil
- Albert Ramos Viñolas (Special Exempt)

Giocatori passati dalle qualificazioni:
- Ladislav Chramosta
- Mateusz Kowalczyk
- Axel Michon
- Dmitrij Sitak

## Campioni

### Singolare
Evgenij Korolëv ha battuto in finale   Florent Serra con il punteggio di 6–4, 6–3.

### Doppio
Tomasz Bednarek /  Mateusz Kowalczyk hanno battuto in finale  Oleksandr Dolgopolov Jr. /  Artem Smyrnov con il punteggio di 6–3, 6–4.